# El Bañado (ort, lat -28,62, long -65,86)
El Bañado är en ort i Argentina.   Den ligger i provinsen Catamarca, i den norra delen av landet, 1 000 km nordväst om huvudstaden Buenos Aires. El Bañado ligger 479 meter över havet och antalet invånare är 163.
Terrängen runt El Bañado är platt åt sydost, men åt nordväst är den kuperad. Runt El Bañado är det mycket glesbefolkat, med 3 invånare per kvadratkilometer.. Närmaste större samhälle är San Fernando del Valle de Catamarca, 18,2 km norr om El Bañado.
Omgivningarna runt El Bañado är i huvudsak ett öppet busklandskap.